# Vladislav Aleksándrov
Vladislav Anatólievich Aleksandrov (ruso: Владислав Анатолиевич Александров) nacido el 30 de marzo de 1977 en Leningrad, URSS. Trombonista, compositor y vocalista de apoyo de los grupos Spitfire y Preztige

## Biografía
Nacido el 30 de marzo de 1977. Desde la infancia el futuro músico de Spitfire está acostumbrado a la música clásica y el jazz. Vladislav a los 9 años de edad comenzó a tocar el trombón.
Un punto de inflexión en la vida de Aleksandrov fue la llegada en 1993 a la escuela de música y familiarizarse con el joven trombonista Yuri Evgrafov. Aleksandrov comenzó a escuchar Metallica interesado en su música rock.
En 1995 a la edad de 18 años se lo llamó al ejército, que se adhirió hasta 1997. En ese momento Vladislav siguió mejorando sus habilidades musicales tocando jazz el la banda marcial. En paralelo, fuera de tiempo de servicio (Aleksandrov en la ciudad) participó del grupo Los Sobrosos Band (realizaban canciones con un estilo de música latinoamericana).
En 1997 Aleksandrov regresó del ejército. Yuri Evgrafon que tocaba el trombón para Spitfire (desde el año 1995), decidió abandonar temporalmente el grupo debido a motivos personales y fue sustituido por Vladislav. Debutó con la banda en el escenario del club de San Petersburgo Tam-Tam en la primavera de 1997. Un año más tarde, los músicas de Spitfire dejaron en claro que Evgrafov no volvería a la banda (ya que Yuri se dedicaba a hacer música de otro tipo), y así se convirtió en el verdadero trombonista del grupo.
En el año 2001 Aleksandrov se toma un tiempo Spitfire, su lugar es ocupado por Mijail Gagak. Pero al poco tiempo sufre una grave lesión medular (en noviembre de 2001, después de uno de los conciertos de Spitfire) y Vladislav regresó al grupo definitivamente.
Actualmente Vladislav Aleksandrov participa de Spitfire, St. Petersburg ska-jazz review y Optimistica Ochestra.
Desde febrero de 2002 a diciembre de 2008 formó parte de la banda Leningrad como trombonista.